# Polêmica das caricaturas da Jyllands-Posten sobre Maomé
A polêmica das caricaturas da Jyllands-Posten sobre Maomé teve início  em 30 de Setembro de 2005, após a publicação,  pelo jornal dinamarquês Jyllands-Posten,  de cartoons que satirizavam a figura do profeta islâmico Maomé.
As representações visuais do profeta podem eventualmente ser proibidas e consideradas insultuosas. Geralmente os xiitas e os sufis aceitam mais a ideia da representação, que em geral o islão rejeita, pois à semelhança do judaísmo, o islão é uma religião da palavra e não da imagem.
Charges que associam Maomé ao terrorismo foram publicadas na Europa, causando muita polêmica, revolta no mundo islâmico e protestos em todo o mundo. Em retaliação à publicação das charges, o jornal iraniano Hamshahri lançou um concurso internacional de charges sobre o Holocausto.

## Sumário

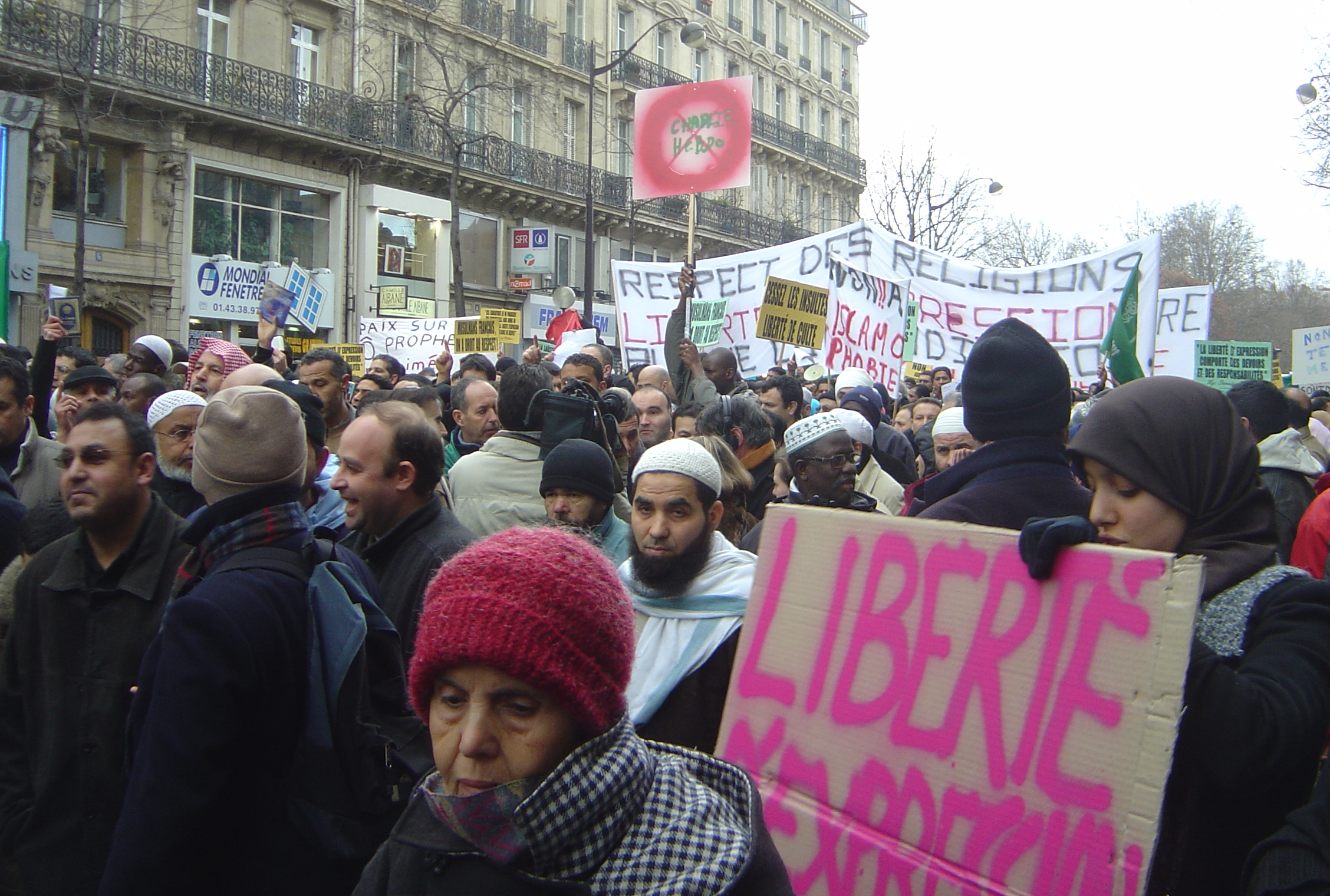
Manifestação em Paris, a 11 de Fevereiro de 2006, contra a publicação da caricaturas de Maomé.

Flemming Rose, editor de cultura do jornal conservador Jyllands-Posten contactou cerca de 40 cartunistas e pediu-lhes para desenhar Maomé. Este acto teria tido como motivação realçar a dificuldade vivida pelo escritor dinamarquês Kåre Bluitgen em encontrar artistas que desejassem ilustrar um livro infantil sobre Maomé por temerem ataques por parte de muçulmanos extremistas. Rose recebeu doze cartoons de diferentes autores e publicou-os acompanhados por um texto sobre a autocensura e a liberdade de expressão.
Várias ameaças de morte foram feitas e ofertas recompensas pelo assassinato dos responsáveis foram anunciadas, o que fez com que os cartunistas tivessem que passar a viver escondidos.
Os ministérios dos negócios estrangeiros de onze países islâmicos exigiram uma reacção do governo dinamarquês e vários países árabes encerraram as suas embaixadas na Dinamarca em protesto pelo facto do governo daquele país se ter recusado a emitir um pedido de desculpas. O primeiro-ministro da Dinamarca Anders Fogh Rasmussen afirmou que o governo se recusava a pedir desculpa uma vez que não controla os media, o que seria uma violação da liberdade de expressão.
Um grupo de imames dinamarqueses exerceu pressão sobre os governantes do Médio Oriente. Um boicote a bens da Dinamarca foi organizado na Arábia Saudita, Cuaite, Catar, Emirados Árabes Unidos, Omã, Egito, Barém, Síria, Iêmen, Líbia, Jordânia, Faixa de Gaza, Argélia e Tunísia.

Os ministros dos negócios estrangeiros de dezessete países islâmicos renovaram os apelos para que o governo dinamarquês punisse os responsáveis pelos cartoons e para que garantisse que esses cartoons não fossem publicados de novo. A Organização da Conferência Islâmica e a Liga Árabe pediram às Nações Unidas para que impusessem sanções internacionais à Dinamarca e para que a União Europeia introduza leis contra a blasfémia.
Durante semanas numerosos protestos contra os cartoons tiveram lugar em diversos pontos do planeta, tendo alguns deles assumido um carácter violento. No dia 4 de Fevereiro de 2006, as embaixadas da Dinamarca e da Noruega na Síria foram incendiadas, embora não tenha resultado nenhum ferido do evento. Em Beirute a embaixada da Dinamarca foi também incendiada
acto que resultou na morte de um dos manifestantes.
Quatro ministros demitiram-se devido a factos relacionados com a controvérsia, entre os quais o italiano Roberto Calderoli e a sueca Laila Freivalds.